# Frank Leenhouts
François Adam Johannis (Frank) Leenhouts (Oostburg, 11 april 1955) is een Nederlandse schilder van voornamelijk portretten.
Leenhouts behaalde in 1980 zijn diploma Vrije Schilderkunst aan de Koninklijke Academie voor Schone Kunsten van Gent. Sindsdien woont hij in Amsterdam, en sinds enige jaren ook in Waterlandkerkje. Hij geeft sinds 1990 les aan de Wackers Academie in Amsterdam en is sinds de oprichting lid van het Nederlands Portretschap.
In 1995 hield de RVD een competitie voor het maken van een staatsieportret van Beatrix der Nederlanden, en gaf aan vier kunstenaars, onder wie Leenhouts, de opdracht een portret te maken. De keuze viel uiteindelijk op het werk van Carla Rodenberg. Drie andere portretten werden wel in een beperkte oplage verkocht, waaronder de suikerets van Leenhouts.
In 2017 ontving Frank Leenhouts voor zijn portret van Govert van der P. de eerste Nederlandse Portretprijs. Deze werd dat jaar voor het eerst uitgereikt door de stichting De Nederlandse Portretprijs. De jury bestond uit de kunstenaars Lita Cabelut, Eric Claus en Sam Drukker, en de kunsthistorici Norbert Middelkoop, Jan Six en Jan Teeuwisse. De voorzitter was Rudi Ekkart.